# ۴یو ۰۶۱۴+۰۹۱
۴یو ۰۶۱۴+۰۹۱ یک ستاره است که در صورت فلکی مارافسای قرار دارد.